# Faustino G. Olivera Velázquez
Faustino G. Olivera Velázquez nació en 1886 o 1888 en la localidad de Santiaguito Etla (Oaxaca). Maestro de escuela primaria de profesión. Fue un actor de la revolución mexicana en el estado de Oaxaca, sobre todo en la zona de los valles centrales del mismo estado. Se le liga con el reparto de las tierras comunitarias denominadas ejidales de su pueblo natal. Pertenecía a la corriente política opositora al gobernador Miguel Bolaños Cacho de su estado en ese entonces.

## Historia
Sus padres fueron Nabor Olivera y Felicitas Velázquez. Realizó sus estudios primarios en la cabecera de su distrito, en la Villa de Etla, mientras se desempeñaba como mozo en la casa de una familia de la localidad. Entre 1904 y 1908 estudió becado la carrera de profesor de educación primaria en la Escuela Normal de Profesores. En el ambiente revolucionario se le conoció por su alias La Machurrina. 

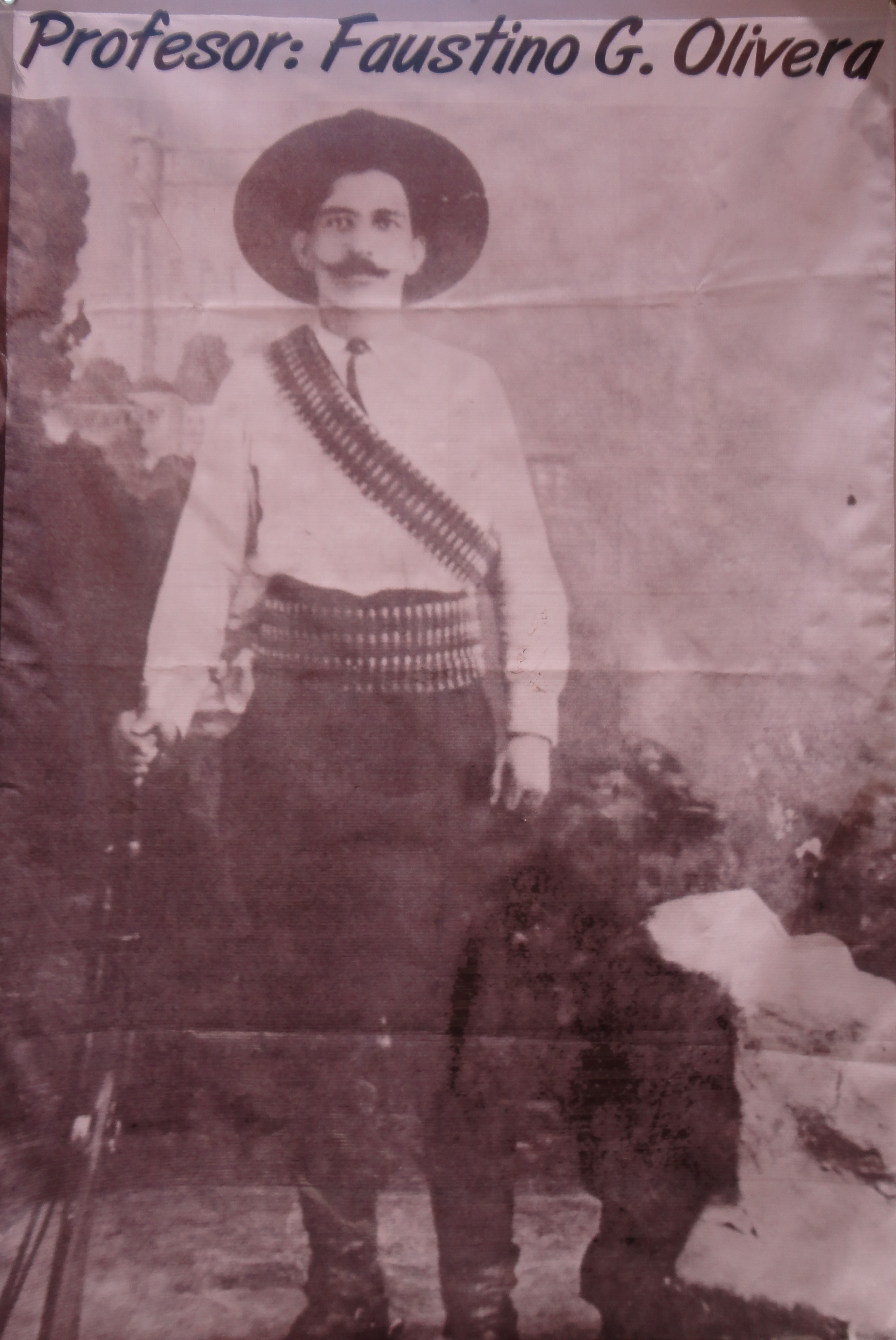
foto del profesor Faustino G. Olivera Velásquez, como se usa en el día del 7 de marzo en la comunidad oaxaqueña de Santiago Etla, Oaxaca.

Siendo estudiante normalista empezó su carrera oposicionista publicando desde 1906 el periódico liberal La Voz de la Justicia, en donde criticó al régimen pimentelista y defendió a sus correligionarios encarcelados, además de denunciar la represión de que él mismo era objeto. El gobierno local le retiró la beca en 1906, se la devolvió poco después, pero en septiembre de 1907 se la suspendió definitivamente. No obstante, pudo concluir sus estudios con recursos propios. Profesionalmente inició sus actividades docentes en la escuela Pestalozzi de la ciudad de Oaxaca de Juárez. Después de la represión del movimiento oposicionista, fue el único que continuó la lucha, publicando con grandes esfuerzos su periódico La Voz de la Justicia. En abril de 1908 se le encarceló acusado de haber difamado a altos funcionarios públicos en su periódico, por lo que fue confiscada la imprenta.

El 11 de mayo de 1911 se levantó en la población de San Andrés Zautla, perteneciente al distrito de Etla, acompañado por Rodrigo González, José Mota y Cesar Sotomayor. Después de aprovisionarse y reclutar hombres, salió al anochecer con rumbo a la región de la Cañada, pasando por Tlaltinango, San Juan del Estado y Jayacatlán, en donde sostuvieron un encuentro con fuerzas federales por la tarde del 12 de mayo. Se presentó en Cuicatlán el 14 de mayo al frente de un grupo de 50 hombres y marchó en seguida a unirse a los jefes Manuel Oseguera y Calixto Barbosa, con quienes continuó operando en la región junto con Baldomero Ladrón de Guevara, que se incorporó poco después. El 25 de mayo participó poco después. El 25 de mayo participó en la toma de Coixtlahuaca, junto con Sebastián Ortiz y Francisco J. Ruíz. Se incorporó al cuartel general de Cuicatlán, jefaturado por Ángel Barrios. 

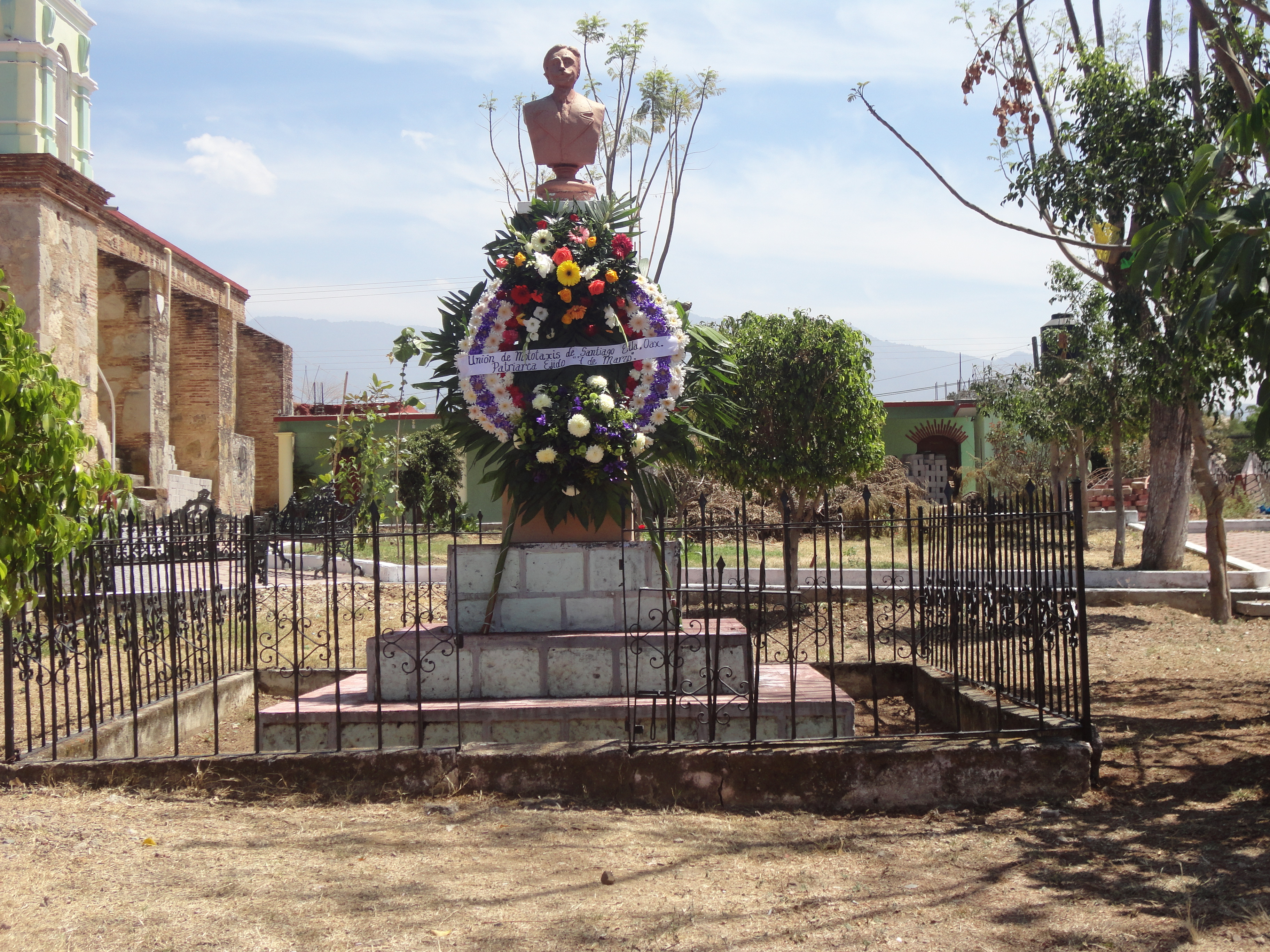
Monumento a Don Faustino G. Olivera Velásquez, con adornos florales donados por autoridades de la comunidad de Santiago Etla el 7 de marzo de 2013

Ángel Barrios llegó de la Ciudad de México con instrucciones de Alfredo Robles Domínguez. Fue reconocido como jefe del movimiento insurreccional en el estado de Oaxaca, reuniendo bajo su mando a fuerzas revolucionarias de la Cañada, Tuxtepec y el Valle, así como las procedentes de Puebla comandadas por Francisco J. Ruiz, a las que se habían incorporado grupos revolucionarios del distrito de Huajuapan, de la Región Mixteca, entre sus principales jefes revolucionarios estaba el Prof. Faustino G. Olivera. Estas fuerzas jugaron un papel importante durante el gobierno interino de Heliodoro Díaz Quintas.
El Prof. Faustino, junto con los demás jefes revolucionarios, se negaron a licenciar sus fuerzas en tanto no tomara posesión de la gubernatura del estado Benito Juárez Maza, y firmó el comunicado como segundo jefe del movimiento revolucionario. 
En agosto de 1911 resultó elegido diputado propietario al Congreso del estado por el distrito de Etla e Ixtlán. Fue uno de los exponentes del ala radical revolucionaria en la XXVI legislatura local, por lo que se le conoció como "el diputado de las iniciativas". Una de ellas fue su propuesta de fusionar en una las dos escuelas normales que existían en el estado de Oaxaca. Por considerársele ligado a la rebelión ixtepejana se le persiguió y desaforó en diciembre de 1912. Sin embargo, a principios de 1913 fue amnistiado y repuesto en su sitio en la Cámara local por el resto de la gestión, ya que a mediados de este año hubo elecciones nuevamente. 
Como miembro del ala radical de los oposicionistas al gobierno de Miguel Bolaños Cacho, sufrió la marginación política del gobierno, al igual que el diputado local Ismael Puga y Colmenares. La policía lo detuvo el 22 de marzo de 1914. Infructuosamente sus amigos trataron de conseguir el amparo federal ante el juez de distrito. Más tarde lo trasladaron por tren desde la ciudad de Oaxaca con dirección a Etla, en el km 347 del ferrocarril Puebla-Oaxaca fue bajado y conducido hasta el paraje Piedra Escobar, donde se le aplicó la ley de fugas, dándole muerte. Como desconocido se le inhumó en el panteón de la localidad de San Lázaro, perteneciente al municipio de Reyes Etla.
Cada día 7 de marzo se celebra anualmente una fiesta civil para conmemorar la dotación del ejido a los pobladores de Santiaguito Etla, en ella se realiza un homenaje al Prof. Faustino G Olivera, quien representa a los revolucionarios de su generación en su localidad.
- Wikimedia Commons alberga una categoría multimedia sobre Faustino G. Olivera Velázquez.